# تييري بيتي
تييري بيتي (بالفرنسية: Thierry Petit)‏ هو مهندس وشخصية أعمال فرنسي، ولد في 12 مايو 1973 في نيفير في فرنسا.